# Elaphria bogotana
Elaphria bogotana är en fjärilsart som beskrevs av Felder 1874. Elaphria bogotana ingår i släktet Elaphria och familjen nattflyn. Inga underarter finns listade i Catalogue of Life.